# 風の中の行進
『風の中の行進』（かぜのなかのこうしん）は、熊木杏里の3枚目のアルバム。2006年9月21日にリリース。

## 収録曲
作詞・作曲：熊木杏里／編曲：吉俣良
1. それぞれ
2. 一期一会
3. 風の記憶
  - 7thシングルのカップリングとしてシングルカット。
4. 明け方の操縦士
5. 戦いの矛盾（ALBUM VERSION）
  - 5thシングル表題曲。アレンジはシングルと異なる。
  - ベストアルバム『風と凪』にもこのバージョンで収録された。
6. 囃子唄（ALBUM VERSION）
  - 5thシングルのカップリング。アレンジはシングルと異なる。
7. 流星（ALBUM MIX）
  - 6thシングル表題曲。アレンジはシングルと異なる。
8. 天命
9. ノラ猫みたいに
10. 顕微鏡
11. しんきろう（ALBUM VERSION）
  - 6thシングルのカップリング。アレンジはシングルと異なる。